# Harold Urey
Harold Clayton Urey (n. 29 aprilie 1893, Walkerton⁠(d), Indiana, SUA – d. 5 ianuarie 1981, La Jolla, California, SUA) a fost un chimist american, laureat al Premiului Nobel pentru chimie (1934).

## Biografie
A fost primul editor al Journal of Chemical Physics între anii 1933-1941.
A descoperit deuteriul prin distilarea fracționată a hidrogenului lichid. Ca o consecință, în 1931, cu ajutorul asistenților săi, a demonstrat existența apei grele - oxidul de deuteriu D2O.

### Recunoaștere
Aceste fapte i-a adus recunoașterea cu Premiul Nobel pentru chimie, în 1934, conferit cu precizarea: "pentru descoperirea deuteriului".
În 1940 a fost premiat cu Medalia Davy, iar în 1943 cu Medalia Franklin.

### Proiectul Manhattan
La Universitatea din Columbia, a fost directorul grupului de cercetare al Proiectului Manhattan, al cărui scop unic era construirea bombei atomice.
A publicat lucrări importante și în domeniile geofizicii, a originii sistemului solar și a paleontologiei.
În ultimii ani ai vieții, Urey a inițiat dezvoltarea sectorului cosmochimic (fiind părintele acestui cuvânt).

## Publicații
The Planets: Their Origin and Development (Planetele: originea și dezvoltarea lor) 1952.
American Astronomical Society a instituit în cinstea sa «Premiul H. C. Urey», care se dă pentru cercetări planetare și tot cu numele său a fost „botezat” craterul lunii și asteroidul 4716.